# کارلس رکساچ
کارلس رکساچ کردا فوتبالیست بازنشسته اهل اسپانیاست. او سابقه‌ی سرمربیگری در تیم باشگاهی بارسلونا دارد و از جمله کسانی است که در بارسا هم به عنوان مربی و هم به عنوان بازیکن فاتح جام قهرمانان اروپا شده است.
از کارهای مهم او می‌توان به آوردن لیونل مسی به بارسلونا اشاره کرد .